# Большое Топольное
Большо́е Топо́льное — горько-солёное озеро в Бурлинском районе Алтайского края, недалеко от границы с Новосибирской областью и Республикой Казахстан.
Озеро расположено на высоте 101,9 м над уровнем моря. Площадь водного зеркала насчитывает 76,6 км². Площадь водосборного бассейна 10700 км². Длина 13,4 км, ширина 8,2 км, средняя глубина 2 м, наибольшая — 2,5 м. Максимальная площадь водного зеркала при высоком стоянии уровня озера — 113 км². В отдельные годы озеро способно пересыхать полностью и в такое время эта территория представляет собой мокрый луг.
Через озеро протекает река Бурла, ниже озера она пересыхает. Берега озера пологие, частично заболоченные.